# Eurrhyparodes syllepida
Eurrhyparodes syllepida là một loài bướm đêm trong họ Crambidae.